# Leonardo Melki
Leonardo Melki, OFMCap (nascido Yūsuf Habīb Melkī, Baabdath, 30 de setembro ou 4 de outubro de 1881 - Mardim, 11 de junho de 1915) foi um sacerdote libanês capuchinho, de origem maronita, assassinado no genocídio armênio. Foi reconhecido como mártir pela Igreja Católica junto ao também capuchinho Thomas Saleh em 2020 e beatificados em 2022.

### Primeiros anos
Nascido em Baabdath, Líbano, Yūsuf Habīb Melkī era o sétimo dos onze filhos de Habīb Awaiss Melkī e Noura Bou Moussi Kanaan Yammine. Foi batizado em 8 de outubro de 1881 na igreja paroquial maronita local, onde cresceu. Embora sua família pertencesse originalmente à Igreja Católica Maronita, Leonardo e seu irmão Khalil foram confirmados simultaneamente na Igreja Latina em 1893.
Leonardo recebeu sua educação inicial em sua cidade natal. Depois de algumas famílias de Baabdat se juntarem à Igreja Católica Latina, por razões políticas, sociais e econômicas, incluindo a família de Leonardo, a Congregação para a Evangelização dos Povos pediu à Ordem dos Capuchinhos que assumisse essa nova comunidade latina. Leonardo continuou sua educação com eles e foi enviado para o Seminário San Stefano, perto de Constantinopla, em abril de 1895.

### Vida religiosa
Em 1º de julho de 1899, iniciou o noviciado. Seu nome religioso lembra de São Leonardo de Porto Maurício. Em 2 de julho de 1900, fez sua primeira profissão em Santo Stefano. Frequentou então o seminário maior de Buca, onde recebeu a tonsura e as ordens menores em 10 de fevereiro de 1901. Em 24 de julho de 1904, Melkī foi ordenado diácono e em 4 de dezembro de 1904, sacerdote.
Melkī passou em um exame de pregação em 23 de abril de 1906 e recebeu seu certificado como Pregador Apostólico no mês seguinte. Ele estava destinado a ser enviado em missões no Império Otomano e começou sua missão em Mardim, onde trabalhou como professor e pregador. Tornou-se diretor da escola dos capuchinhos e ensinou francês e música. Também promoveu a Ordem Terceira de São Francisco e encorajou outros a apoiarem os Terciários e a Terceira Ordem.
Em 1910, devido à sua saúde precária e fortes dores de cabeça, irmão Leonardo foi enviado por seus superiores para o convento de Mezere para se recuperar. Com a persistência dos problemas de saúde, teve que pedir uma licença. Em 1911, ele recebeu permissão para ir ao Líbano por alguns meses. No Natal de 1911, o padre retornou ao convento dos capuchinhos em Urfa, onde permaneceu até 1914, e depois retornou a Mardim.

### Prisão e assassinato
Em 5 de dezembro de 1914, ocorreu a primeira invasão da igreja capuchinha em Mardim por soldados turcos, seguida de atos de violência, ameaças, prisões e interrogatórios contra os irmãos com ordens de evacuação do mosteiro. Entretanto, devido à presença de um irmão mais velho que não podia deixar o mosteiro, o irmão Leonardo decidiu permanecer com ele, apesar do perigo.
Em junho de 1915, Melkī foi acusado de traição pelo governo otomano. Em 5 de junho de 1915, ele foi preso, ameaçado e teve a opção de se converter ao islamismo e ser absolvido ou morrer. O sacerdote escolheu a última opção e foi cruelmente torturado: foi pendurado de cabeça para baixo pelos pés durante horas e suas unhas das mãos e dos pés foram arrancadas. Após ser torturado por uma semana na fortaleza de Mardim, os soldados o levaram com outros cristãos presos para o deserto perto de Diarbaquir, onde o Padre Leonardo Melkī foi assassinado em 11 de junho de 1915. Entre eles estavam 415 armênios, incluindo o arcebispo católico armênio Ignatius Maloyan.

## Processo de beatificação
A Santa Sé reconhece que o corpo do padre Melki nunca foi encontrado, mas afirma as evidências documentais de seu martírio material como suficientes; tanto ele quanto Thomas Saleh, outro padre capuchinho vítima dos genocídios promovidos pelo Império Otomano, foram mortos por "ódio a fé":
Em relação ao martírio formal ex parte persecutoris, a motivação para a eliminação dos dois religiosos foi o odium fidei. A perseguição também foi motivada por interesses políticos, porém os pedidos insistentes para que os prisioneiros se convertessem ao islamismo, abjurando sua fé para salvar suas vidas, não deixam dúvidas sobre isso. [...] Quanto ao martírio formal ex parte victimarum, desde o início da perseguição religiosa os dois Beatos estavam cientes de que poderiam enfrentar o sacrifício supremo por causa de sua fé.
A causa de beatificação de Padre Leonardo Melki foi conduzida pela sé de Beirute dos Latinos, desde 2005, quando foi transferida do foro do Vicariato Apostólico da Anatólia. O “nihil obstat” foi dado em 3 de outubro de 2005, pela Congregação para as Causas dos Santos, reconhecendo-o, portanto, como Servo de Deus; depois disso, o inquérito diocesano transcorreu de fevereiro de 2007 a outubro de 2009. Um inquérito complementar foi realizado entre outubro-dezembro de 2011, resultando no decreto sobre a validade do inquérito diocesano em 1 de outubro de 2012. Após sessão de consultores históricos, em 2017, a Positio foi publicada, declarando o capuchinho como Venerável. Após os passos seguintes na Cúria em 2019 e 2020, o Papa Francisco autorizou a promulgação do decreto sobre o martírio pelo Dicastério para as Causas dos Santos em 27 de outubro de 2020.

Os padres Leonardo Melki e Thomas Saleh foram beatificados em 4 de junho de 2022, no convento das Irmãs Franciscanas da Cruz de Jal el-Dib, em Beirute, fundado pelo beato capuchinho Tiago de Ghazir (Khalil Al-Haddad). A cerimônia foi presidida pelo Cardeal Marcello Semeraro, prefeito do Dicastério para as Causas dos Santos e Enviado Papal para a proclamação da Carta Apostólica na qual o Papa Francisco proclamou os dois frades capuchinhos como “heroicos missionários do Evangelho de Jesus Cristo” e fixou sua memória litúrgica em 10 de junho.